# Квинт Сульпиций Камерин Корнут (военный трибун)
Квинт Сульпиций Камерин Корнут (лат. Quintus Sulpicius Camerinus Cornutus; V—IV века до н. э.) — римский политический деятель из патрицианского рода Сульпициев, военный трибун с консульской властью 402 и 398 годов до н. э.. О его деятельности на этом посту источники ничего не сообщают.
Отец и дед Квинта Сульпиция носили преномен Сервий; возможно, дедом трибуна был Сервий Сульпиций Камерин Корнут, консул 461 года до н. э.